# Крипто
Крипто (англ. Krypto), також відомий як Крипто Суперпес (англ. Krypto the Superdog) — вигаданий пес-персонаж коміксів, які видає компанія DC Comics. Є вихованцем Супермена.
Вперше з'явився у випуску Adventure Comics #210 у березні 1995 року, був створений Отто Біндером і Куртом Своном. Входить до команди Суперулюбленців. Його батьківщиною є планета Криптон.
У мультфільмі «DC Ліга Супер-улюбленців» персонажа озвучує Двейн Джонсон.

## Здібності
Крипто володіє такими же здібностями що і Супермен, але у меншій пропорції в зв'язку з його розмірами. Має людський інтелект та розуміє людську мову. Проте його собачі риси та інтереси все ще присутні.